# Grosmont Railway
Die Grosmont Railway war eine britische Eisenbahngesellschaft in Monmouthshire in Wales.

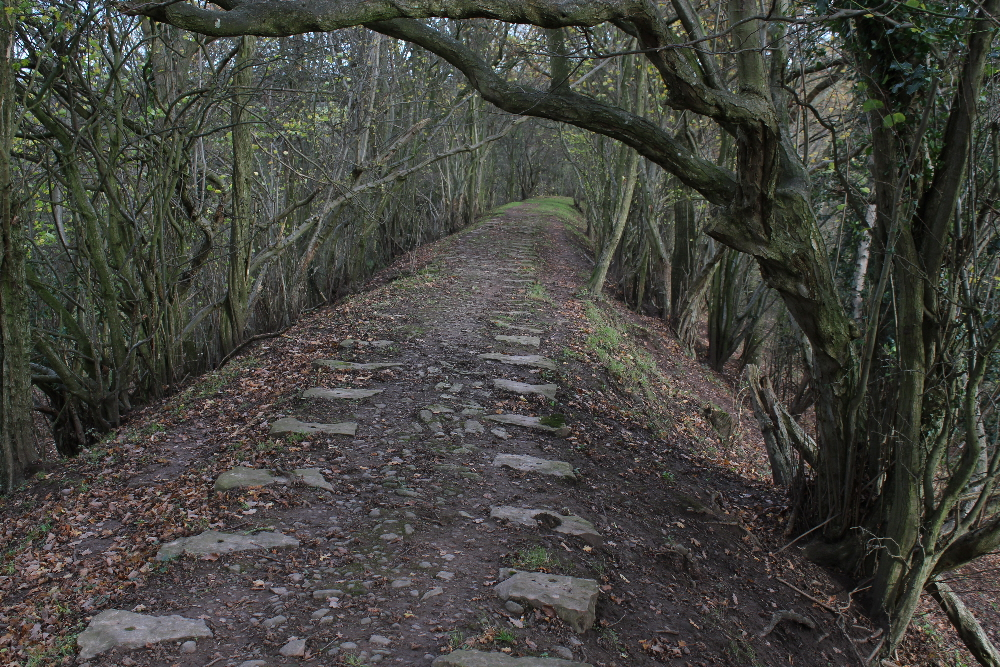
Grosmont Railway in Werngifford, Monmouthshire, 2011

Die Gesellschaft wurde am 12. Mai 1812 gegründet. Die von John Hodgkinson geplante elf Kilometer lange Pferdebahn verband die Orte Llanvihangel Crucorney und Monmouth Cap bei Grosmont. In Llanvihangel Crucorney bestand eine Verbindung über die Llanvihangel Railway bis nach Abergavenny. Die Strecke mit einer Spurweite von 1067 mm (3 feet, 6 inch) wurde 1818/1819 eröffnet. Mit der 1829 errichteten Hereford Railway wurde die Strecke bis Hereford weitergeführt.
Die Strecke wurde für 16.250 Pfund errichtet. Anteilseigner der Grosmont Railway waren unter anderem Henry Somerset, 6. Duke of Beaufort und der Henry Nevill, 2. Earl of Abergavenny.
1846 wurde die Grosmont Railway von der Newport, Abergavenny and Hereford Railway erworben. Diese errichtete auf dem Gleisbett ihre Bahnstrecke zwischen den namensgebenden Orten.